# العرف العليا (ذي السفال)

تعديل مصدري - تعديل

العرف العليا محلة تابعة لقرية صناعة، التابعة لعزلة ريده ورياد بمديرية ذي السفال إحدى مديريات محافظة إب في الجمهورية اليمنية، بلغ تعداد سكانها 78 حسب تعداد اليمن لعام 2004.